# 보스니아 반샤그
보스니아 반샤그(헝가리어: Boszniai bánság 보스니어이 반사그[*], 보스니아어: Bosanska banovina 보산스카 바노비나, 세르보크로아트어: Banovina Bosna 바노비나 보스나[*])는 오늘날 보스니아 헤르체고비나에 위치한 중세 자치 국가이다. 비록 헝가리 왕관령(magyar korona földjei, 영어)의 일부였지만, 보스니아 반샤그는 사실상 독립 국가였다.